# Kenny Belaey
Kenny Guillaume Leda Belaey, més conegut com a Kenny Belaey   (Eeklo, 26 de gener de 1983), és un ciclista flamenc de renom internacional dins la modalitat del bicitrial. Entre molts altres èxits, ostenta el rècord de títols mundials de trial UCI, amb vuit, i ha estat el primer a posar en marxa un programa de televisió sobre el bicitrial en una emissora internacional: el "Kenny Belaey's Bigtime Trial Adventure", produït per KB Intl. i filmat i editat per STL visuals. També n'ha produït dos vídeos professionals (Zero Tolerance i The Ambasadors) i un documental anomenat Laureus Awards show en 26", que ha estat emès per televisió a 180 països.
Belaey compta amb el patrocini de Red Bull, Continental, GT, Volkswagen, Sapim, Hope i Qoleum. El seu germà, Wesley Belaey, és també un reeixit pilot de bicitrial.
A 1 de gener de 2013

## Trajectòria esportiva
Kenny Belaey se sentí atret pel bicitrial de ben petit, en acompanyar el seu pare Ronny Belaey (antic campió de trial amb motocicleta) a les curses. Començà a practicar el 1992, a 9 anys, tot entrenant-se amb els campions belgues Thierry Klinkenberg i Eddy Lejeune. Segons Belaey «L'Eddy em va deixar provar el seu "tanc" de bicicleta, no ho oblidaré mai. Al cap d'un any em vaig comprar la primera Montesita». Segons que ha declarat, en aquella època els seus ídols eren Klinkenberg, Ot Pi i César Cañas.
Arribats al 1994, Belaey debutà en competició a Bierbeek (Lovaina), quedant-hi tercer. Des d'aleshores anà progressant ràpidament i obtingué el patrocini de Monty Bèlgica. La seva primera prova internacional fou a Spa-Francorchamps el 1996, acabant-hi el cinquè i començant una llarga i reeixida carrera esportiva que l'ha convertit en un dels principals promotors del bicitrial. Durant tots aquests anys ha recorregut nombrosos països: Bèlgica, EUA, Polònia, Croàcia, França, Catalunya, Espanya, els Països Baixos, Portugal, Anglaterra, Líban, Xipre, Jordània, Kuwait, Qatar, Bahrain, Aràbia Saudita, Hong-Kong, Macau, Taiwan, Sri Lanka, Nigèria, Austràlia, Japó, Oman, Pakistan, Maldives, Sud-àfrica, Ghana i Costa d'Ivori.

## Perfil personal
Les principals aficions de Kenny Belaey són tocar la guitarra, escoltar música, el cinema, la pesca i el surf de neu. Anomenat afectuosament The Magician, sovint ha estat definit com a algú que té molta cura de la seva imatge, essent famós també pel seu tarannà calculador i tranquil (es diu que mai no es posa nerviós durant una competició).

## Palmarès
El global de títols de biketrial (normativa BIU) i trial (normativa UCI) aconseguits per Kenny Belaey és el següent:
| Títol                 | BIU | UCI | Total |
| --------------------- | --- | --- | ----- |
| Campionats del Món    | 1   | 8   | 9     |
| Copes del Món         | -   | 7   | 7     |
| Campionats d'Europa   | -   | 4   | 4     |
| Campionats de Bèlgica | -   | 8   | 8     |
| Total                 | 1   | 27  | 28    |

### Biketrial (BIU)
| Any  | Categoria | C. del Món |
| ---- | --------- | ---------- |
| 1995 | Benjamí   | 2n         |
| 1996 | Minime    | 3r         |
| 1997 | Minime    | 2n         |
| 1998 | Cadet     | 7è         |
| 1999 | Cadet     | 1r         |
| 2000 | Elit      | 3r         |

### Trial (UCI)
| Any   | Categoria | C. del Món  | C. del Món  | Copa del Món | Copa del Món | C. Europa 26" | C. de Bèlgica | C. de Bèlgica | Títols |  |
| Any   | Categoria | 20"         | 26"         | 20"          | 26"          | C. Europa 26" | 20"           | 26"           | Títols |  |
| ----- | --------- | ----------- | ----------- | ------------ | ------------ | ------------- | ------------- | ------------- | ------ |  |
| 1998  | Cadet     | 1r          |             |              |              |               |               | 1r Júnior     | 2      |  |
| 1999  | Júnior?   |             |             |              |              |               | 1r Elit       |               | 1      |  |
| 2000  | Júnior    | 1r          | 1r          |              | 1r Elit      | 1r            | 1r            | 1r            | 6      |  |
| 2001  | Júnior    | 1r          |             | 1r           |              |               |               | 1r            | 3      |  |
| 2002  | Elit      |             | 1r          |              |              |               |               |               | 1      |  |
| 2003  | Elit      |             | 3r          |              | 1r           |               |               |               | 1      |  |
| 2004  | Elit      |             |             |              | 1r           |               |               |               | 1      |  |
| 2005  | Elit      |             | 1r          |              | 1r           | 1r            |               | 1r            | 4      |  |
| 2006  | Elit      |             | 1r          |              |              | 1r            |               | 1r            | 3      |  |
| 2007  | Elit      |             | 3r          |              | 1r           |               |               | 1r            | 2      |  |
| 2008  | Elit      |             |             |              |              |               |               |               | -      |  |
| 2009  | Elit      |             | 2n          |              | 1r           |               |               |               | 1      |  |
| 2010  | Elit      |             | 1r          |              |              | 2n            |               |               | 1      |  |
| 2011  | Elit      |             | 2n          |              |              | 1r            |               |               | 1      |  |
| 2012  | Elit      |             | 3r          |              |              |               |               |               | -      |  |
| Total | Total     | 3           | 5           | 1            | 6            | 4             | 2             | 6             | 27     |  |
|       |           | 15 mundials | 15 mundials | 15 mundials  | 15 mundials  |               | 8 estatals    | 8 estatals    |        |  |

1. ↑  Al total de títols s'hi compten tots els campionats estatals i internacionals guanyats

## Rècords
A banda de ser el pilot que més títols mundials de trial UCI ha aconseguit mai (8), Belay ostenta d'ençà de 2009 el rècord mundial de tombs de 180° completats en un minut, amb un total de 35.